# Concavocephalus
Concavocephalus is een geslacht van spinnen uit de familie hangmatspinnen (Linyphiidae).

## Soorten
De volgende soorten zijn bij het geslacht ingedeeld:
- Concavocephalus eskovi Marusik & Tanasevitch, 2003
- Concavocephalus rubens Eskov, 1989